# Èrbol Atabaev
Èrbol Kanatbekovič Atabaev (in kirghiso Эрбол Канатбекович Атабаев?; Kant, 15 agosto 2001) è un calciatore kirghiso, centrocampista dell'Abdyš-Ata Kant e della nazionale kirghisa.

## Carriera

### Club
Nato a Kant, ha iniziato a giocare all'età di 5 anni nelle giovanili della squadra della sua città, l'Abdyš-Ata Kant. Durante il periodo trascorso all'Abdysh-Ata Kant, era stato accostato al Real Madrid, ma alla fine, all'età di 7 anni, è entrato a far parte del settore giovanile del Rubin. Mentre era al Rubin, suo padre era stato obbligato ad acquisire la cittadinanza russa per permettere al figlio di continuare a giocare. Dopo aver trascorso due anni in Russia, si è unito alla cantera del Barcellona, divenendo così il primo giocatore kirghiso a giocare nel club.
Tuttavia, l'esperienza in Catalogna non è stata positiva, quando il direttore sportivo dell'epoca, Albert Puig, disse "che non aveva saputo niente" di Atabaev. Dopo aver lasciato il Barcellona nel 2013, ha giocato nei settori giovanili di alcune squadre spagnole, prima al Josep Maria Gené e successivamente al Granollers nel 2019.
Nel gennaio 2021, ha firmato il suo primo contratto da calciatore con il Santboià, con cui ha collezionato 5 presenze e una rete nella Primera Catalana. Nel mese di luglio, ha fatto ritorno in patria tra le file dell'Abdysh-Ata Kant.
Nel febbraio 2022, ha fatto ritorno in Russia, venendo acquistato dalla Dinamo Machačkala. Ha realizzato la sua prima rete contro i rivali cittadini dell'Anži nel maggio 2022, contribuendo così alla promozione della squadra in seconda divisione.

### Nazionale
Nel marzo 2022, ha riacquisito la cittadinanza kirghisa, rendendolo così convocabile dalla nazionale del suo paese. Nel maggio dello stesso anno, è stato convocato dal Kirghizistan per gli incontri di qualificazione alla Coppa d'Asia 2023.

## Statistiche

### Presenze e reti nei club
Statistiche aggiornate al 24 giugno 2022.
| Stagione        | Squadra           | Campionato      | Campionato | Campionato | Coppe nazionali | Coppe nazionali | Coppe nazionali | Coppe continentali | Coppe continentali | Coppe continentali | Altre coppe | Altre coppe | Altre coppe | Totale | Totale |
| Stagione        | Squadra           | Comp            | Pres       | Reti       | Comp            | Pres            | Reti            | Comp               | Pres               | Reti               | Comp        | Pres        | Reti        | Pres   | Reti   |
| --------------- | ----------------- | --------------- | ---------- | ---------- | --------------- | --------------- | --------------- | ------------------ | ------------------ | ------------------ | ----------- | ----------- | ----------- | ------ | ------ |
| gen.-giu. 2021  | Santboià          | PC              | 5          | 1          |                 | -               | -               |                    | -                  | -                  |             | -           | -           | 5      | 1      |
| 2021            | Abdyš-Ata Kant    | PL              | 15         | 2          |                 | -               | -               |                    | -                  | -                  |             | -           | -           | 15     | 2      |
| feb.-giu. 2022  | Dinamo Machačkala | 2D              | 7          | 1          | CR              | -               | -               |                    | -                  | -                  |             | -           | -           | 7      | 1      |
| Totale carriera | Totale carriera   | Totale carriera | 27         | 4          |                 | -               | -               |                    | -                  | -                  |             | -           | -           | 27     | 4      |

### Cronologia presenze e reti in nazionale
| Cronologia completa delle presenze e delle reti in nazionale ― Kirghizistan | Cronologia completa delle presenze e delle reti in nazionale ― Kirghizistan | Cronologia completa delle presenze e delle reti in nazionale ― Kirghizistan | Cronologia completa delle presenze e delle reti in nazionale ― Kirghizistan | Cronologia completa delle presenze e delle reti in nazionale ― Kirghizistan | Cronologia completa delle presenze e delle reti in nazionale ― Kirghizistan | Cronologia completa delle presenze e delle reti in nazionale ― Kirghizistan | Cronologia completa delle presenze e delle reti in nazionale ― Kirghizistan |
| Data                                                                        | Città                                                                       | In casa                                                                     | Risultato                                                                   | Ospiti                                                                      | Competizione                                                                | Reti                                                                        | Note                                                                        |
| --------------------------------------------------------------------------- | --------------------------------------------------------------------------- | --------------------------------------------------------------------------- | --------------------------------------------------------------------------- | --------------------------------------------------------------------------- | --------------------------------------------------------------------------- | --------------------------------------------------------------------------- | --------------------------------------------------------------------------- |
| 8-6-2022                                                                    | Biškek                                                                      | Kirghizistan                                                                | 2 – 1                                                                       | Singapore                                                                   | Qual. Coppa d'Asia 2023                                                     | -                                                                           | 73’                                                                         |
| 11-6-2022                                                                   | Biškek                                                                      | Birmania                                                                    | 0 – 2                                                                       | Kirghizistan                                                                | Qual. Coppa d'Asia 2023                                                     | -                                                                           | 35’                                                                         |
| 14-6-2022                                                                   | Biškek                                                                      | Kirghizistan                                                                | 0 – 0                                                                       | Tagikistan                                                                  | Qual. Coppa d'Asia 2023                                                     | -                                                                           | 46’                                                                         |
| 25-3-2023                                                                   | Imphal                                                                      | Birmania                                                                    | 1 – 1                                                                       | Kirghizistan                                                                | Amichevole                                                                  | -                                                                           | 68’                                                                         |
| 28-3-2023                                                                   | Imphal                                                                      | Kirghizistan                                                                | 0 – 2                                                                       | India                                                                       | Amichevole                                                                  | -                                                                           | 46’                                                                         |
| 10-6-2023                                                                   | Biškek                                                                      | Kirghizistan                                                                | 1 – 0                                                                       | Afghanistan                                                                 | CAFA Nations Cup 2023 - 1º turno                                            | -                                                                           | 87’                                                                         |
| 16-6-2023                                                                   | Biškek                                                                      | Kirghizistan                                                                | 1 – 5                                                                       | Iran                                                                        | CAFA Nations Cup 2023 - 1º turno                                            | -                                                                           | 68’                                                                         |
| Totale                                                                      |                                                                             | Presenze                                                                    | 7                                                                           |                                                                             | Reti                                                                        | 0                                                                           |                                                                             |